# Port Hope Simpson
Port Hope Simpson ist eine Gemeinde (Town) in der kanadischen Provinz Neufundland und Labrador. Port Hope Simpson wurde 1932 gegründet. Die Gemeinde wurde nach John Hope Simpson benannt, einem britischen Politiker und Regierungsmitglied der Dominion Neufundland zwischen 1934 und 1936.

## Lage
Die Gemeinde befindet sich am Südufer der Alexis Bay, einer langgestreckten schmalen Bucht, über 40 km vom Meer entfernt im Südosten von Labrador. 
Port Hope Simpson besitzt einen kleinen Flugplatz (IATA: YHA). Der Trans-Labrador Highway führt an Port Hope Simpson vorbei und überquert dort die Alexis Bay. Außerdem existiert eine Fährverbindung zum 35 km weiter östlich gelegenen William’s Harbour.

## Einwohnerzahl
Beim Zensus im Jahr 2016 hatte die Gemeinde eine Einwohnerzahl von 412. Fünf Jahre zuvor waren es noch 441. Somit nahm die Bevölkerung in den letzten Jahren ab. Die Bevölkerung besteht überwiegend aus Métis.